# Stålbergstjärnen
Stålbergstjärnen är en sjö i Bollnäs kommun i Hälsingland och ingår i Testeboåns huvudavrinningsområde. Sjön har en area på 0,0536 kvadratkilometer och ligger 357,9 meter över havet.

## Delavrinningsområde
Stålbergstjärnen ingår i det delavrinningsområde (677780-152113) som SMHI kallar för Utloppet av Östra Saggen. Medelhöjden är 349 meter över havet och ytan är 3,71 kvadratkilometer. Räknas de 11 avrinningsområdena uppströms in blir den ackumulerade arean 36,41 kvadratkilometer. Saggån som avvattnar avrinningsområdet har biflödesordning 2, vilket innebär att vattnet flödar genom totalt 2 vattendrag innan det når havet efter 93 kilometer. Avrinningsområdet består mestadels av skog (89 procent). Avrinningsområdet har 0,32 kvadratkilometer vattenytor vilket ger det en sjöprocent på 8,7 procent.